# União das Freguesias de Agrobom, Saldonha e Vale Pereiro
Die União das Freguesias de Agrobom, Saldonha e Vale Pereiro ist eine portugiesische Gemeinde (Freguesia) im Kreis (Concelho) Alfândega da Fé, Distrikt Bragança, im Nordosten Portugals.

## Geschichte
Die Gemeinde entstand im Zuge der Gebietsreform vom 29. September 2013 durch die Zusammenlegung der ehemaligen Gemeinden Agrobom, Saldonha und Vale Pereiro.
Agrobom wurde Sitz der neuen Verwaltung.

## Demographie
| Freguesia | Freguesia                        | Freguesia | Freguesia       | ehemalige Freguesias | ehemalige Freguesias | ehemalige Freguesias | ehemalige Freguesias |
| --------- | -------------------------------- | --------- | --------------- | -------------------- | -------------------- | -------------------- | -------------------- |
| Wappen    | Freguesia                        | Einwohner | Fläche in (km²) | Wappen               | Freguesia            | Einwohner            | Fläche in (km²)      |
|           | Agrobom, Saldonha e Vale Pereiro | 211       | 32,6            |                      | Agrobom              | 107                  | 14,97                |
|           | Agrobom, Saldonha e Vale Pereiro | 211       | 32,6            | Saldonha             | 91                   | 8,62                 |                      |
|           | Agrobom, Saldonha e Vale Pereiro | 211       | 32,6            | Vale Pereiro         | 64                   | 9                    |                      |